# رانيا حالوت
رانيا حالوت (16 يونيو 1969 -)، ممثلة لبنانية اشتهرت من خلال أدوراها في الدراما السورية.

## حياتها ومشوارها المهني
حازت على شهادة الثانوية من طرابلس، ثم تابعت دراستها في المعهد العالي للفنون المسرحية (دمشق)، وتخرجت عام 1996، شاهدها الفنان أيمن زيدان في عرض التخرج فطلب منها العمل معه في مسلسل «تل الرماد» وتولى إخراجه نجدة انزور قدمت بعدها العديد من الأعمال وابتعدت منذ العام 2003.

## أعمالها

### في التلفزيون
| سنة الإنتاج | اسم المسلسل        | الشخصية       |
| ----------- | ------------------ | ------------- |
| 2003        | مخالب الياسمين     |               |
| 2002        | مدام دبليو         |               |
| 2002        | فكر فكر -برنامج    |               |
| 2001        | شو حكينا           | (ندى)         |
| 2000        | أسرار المدينة      |               |
| 1999        | الفوارس            | (سيما)        |
| 1999        | حي المزار          | (سلمى)        |
| 1999        | الجمل              |               |
| 1998        | الحنطة وبس         |               |
| 1998        | حمام القيشاني (ج3) | (روعة الصايغ) |
| 1998        | تاج من شوك         |               |
| 1997        | هوى بحري           |               |
| 1997        | يوميات جميل وهناء  | (إيمان)       |
| 1997        | حمام القيشاني (ج2) | (روعة الصايغ) |
| 1996        | تل الرماد          |               |
| 1995        | كلمة وحرف          |               |
| 1994        | قضية تمام          | (عبير)        |

### في السينما
| سنة الإنتاج | الفيلم         | الشخصية |
| ----------- | -------------- | ------- |
| 2002        | قمران و زيتونة |         |
| 1997        | نسيم الروح     |         |